# 벳쇼촌 (효고현 인나미군)
벳쇼촌(일본어: 別所村)은 일본 효고현 인나미군에 있던 촌이다. 현재의 히메지시에 해당한다.

## 역사
- 1889년 4월 1일 - 정촌제 시행에 의해 5촌의 구역을 가지고 성립하였다.
- 1957년 10월 1일 - 히메지시에 편입, 동일 벳쇼촌은 폐지되었다.

## 교통

### 철도
일본국유철도 산요본선이 촌을 통과했지만 역은 존재하지 않았다. 현재는 히메지벳쇼역이 있다. 또한 현재는 산요 신칸센이 구촌 지역을 통과하지만, 당시에는 미개통 상태였다. 

### 도로
현재 구촌 지역에는 반탄 연락도로의 히메지 분기점・오소토 별소 램프가 있지만, 당시에는 미개통 상태였다.

## 참고문헌
- 角川日本地名大辞典 28 兵庫県
- 高砂市史編さん専門委員会編集「高砂市史」第3巻通史編近現代 平成26年3月31日発行